# Neuenstein (Hesse)
Pour les articles homonymes, voir Neuenstein.
Neuenstein est une municipalité allemande située dans le land de la Hesse et l'arrondissement de Hersfeld-Rotenburg.